# Papyrus 10
- Papyrus
- Onciale
- Minuscules
- Lectionnaire

Le Papyrus 10 ({\displaystyle {\mathfrak {P}}}10) est une copie du Nouveau Testament en grec, réalisée sur un rouleau de papyrus au IVe siècle.
Le texte est l'Épître aux Romains (1,1-7). Il est de type alexandrin. Kurt Aland le classe en Catégorie I.
Le manuscrit a été examiné par Grenfell et Hunt.
{\displaystyle {\mathfrak {P}}}10 a été découvert en Oxyrhynque. Il est actuellement conservé à l'Université Harvard (Semitic Museum, Inv. 2218),.